# Guilleminea lanuginosa
Guilleminea lanuginosa là loài thực vật có hoa thuộc họ Dền. Loài này được (Poir.) Hook.f. mô tả khoa học đầu tiên năm 1880.